# Radio Birdman
Radio Birdman är en australiensisk punkrockgrupp grundad i Sydney 1974. Även om de bara fanns kvar som en grupp i drygt tre år, har deras inflytande på australiensisk rock tillsammans med grupper som The Saints och angosaxiska grupper varit mycket stort. Enligt John Dougan ändrade de "för alltid den australiska rocken."
Deniz Tek och Rob Younger bildade Radio Birdman i mitten av 1974 i Sydney, efter att ha lämnat sina band TV Jones respektive Rats. De två försökte starta ett band som skulle utmana den kommersiella mainstream och vara helt kompromisslöst. De rekryterade den klassiska keyboardspelaren Philip "Pip" Hoyle, trummisen Ron Keeley och basisten Carl Rorke. Bandet tog sitt namn från en felaktig läsning av Stooges sång "1970" (den riktiga texten är "radio burnin'").
Gruppen påverkade många framgångsrika, vanliga band och anses ha varit viktig för Australiens musikaliska tillväxt.

## Upplösning
Utan en etikett, utan turnéstöd och ingen distribution från Radios Appear, fortsatte bandet, samtidigt som det var försämrade relationer mellan medlemmarna. Radio Birdman spelade en sista show vid Oxford University i juni 1978, varefter bandet delades upp - inför en explosionsartad utveckling av oberoende musik i Australien, som de bidragit stort till att skapa.
Sedan bandet hade splittrats var olika medlemmar upptagna med att bilda andra band: Tek bildade New Race med Younger, före detta Stooges-gitarristen Ron Asheton och före detta MC5-trummis Dennis Thompson, släppte en handfull solosinglar och EP och blev kirurg; Younger startade sitt eget band, The New Christs, och producerade skivor av andra generationen australiensiska punkband, som påverkades av Radio Birdman, framför allt Celibate Rifles. Andra Radio Birdman-alumner hamnade i diverse australiensiska band som Lime Spiders, Hoodoo Gurus och Screaming Tribesmen. Veteranen i australiensisk punk, Tek, hade ett deltidsprojekt med Celibate Rifles gitarrist Kent Steedman.

## Återförening
Bandet genomförde en gemensam nationell turné med Died Pretty i juni och juli 2017.
År 2017 gjordes en dokumentärfilm om Radio Birdman: 'Descent into the Maelstrom - The Radio Birdman Story'. Filmen täckte bandets historia från föregångarna The Rats och TV Jones till deras Radio Birdmans turné 2015. I december 2020 listades Radio Birdman på nummer 44 i Rolling Stone Australias "50 Greatest Australian Artists of All Time"-nummer.

## Crying Sun Records
Crying Sun Records är det skivbolag som Radio Birdman ägde. Bara ett fåtal  album släpptes med skivbolagets etikett: Radio Birdmans 1996 livealbum, Ritualism[6] och deras återföreningsalbum  2006, Zeno Beach. Namnet kommer av låten "Crying Sun" av Radio Birdman på deras studioalbum från 1981, Living Eyes. Crying Sun Records var ursprungligen baserade på Radio Birdmans egen spelplats, The Oxford Funhouse.
Crying Sun Records skapades av bandet i samarbete med Citadel Records för att hantera allt bandets nuvarande och framtida inspelade arbete. Det skapades för att säkerställa att bandet skulle vara helt oberoende av skivbranschens stöd och inflytande. Detta ses som viktigt för att bibehålla bandets engagemang för kvalitet och rättvisa för de människor som väljer att lyssna. 
Efter en februariresa i australiensiska städer genomfördes en omfattande världsturné med datum till stöd för Zeno Beach i Australien, Nya Zeeland, Europa och USA. Turnén började den 27 juli 2006 i Sydney och slutade den 7 oktober.
I juli 2007 togs Radio Birdman in i ARIA:s (Australian Recording Industry Association) Hall of Fame (i en intervju sade sångaren Rob Younger att bandet tidigare hade avböjt en inbjudan att gå med i Hall of Fame tidigare år).

Bandet turnerade återigen i Australien, USA, Kanada och Europa, med cirka 80 konserter 2007.
I september 2007 spelade bandet i Clash of the Titans turné tillsammans med Stems och Hoodoo Gurus, som lanserades i Sydney på Enmore Theatre Radio Birdman slutade turnera efter en lång period av datum i Europa och slutade i Aten, Grekland i oktober 2007.

## Diskografi
- 1976 – Burn My Eye (EP)
- 1977 – Radios Appear
- 1981 – Living Eyes
- 2006 – Zeno Beach